# Guerre franco-thaïlandaise
 (novembre 2007).
Améliorez-le ou discutez des points à vérifier. 
 (juillet 2008).
Si vous disposez d'ouvrages ou d'articles de référence ou si vous connaissez des sites web de qualité traitant du thème abordé ici, merci de compléter l'article en donnant les références utiles à sa vérifiabilité et en les liant à la section « Notes et références ».
Théâtre d'Asie du Sud-Est de la Seconde Guerre mondiale
Batailles
Batailles et opérations de la guerre du Pacifique

Japon :
- Raid de Doolittle
- Bombardements stratégiques sur le Japon (Tokyo
- Yokosuka
- Kure
- Hiroshima et Nagasaki)
- Raids aériens japonais des îles Mariannes
- Campagne des archipels Ogasawara et Ryūkyū
- Opération Famine
- Bombardements navals alliés sur le Japon
- Baie de Sagami
- Invasion de Sakhaline
- Invasion des îles Kouriles
- Opération Downfall
- Reddition du Japon

Pacifique central :
- Pearl Harbor
- Guam (1941)
- Wake
- Raid sur les îles Gilbert et Marshall
- Opération K
- Midway
- Opération RY
- Campagne des îles Gilbert et Marshall
- Campagne des îles Mariannes et Palaos
- Campagne des archipels Ogasawara et Ryūkyū
- Opération Inmate

Pacifique du sud-ouest :
- Nauru
- Invasion des Philippines (1941-42)
- Invasion des Indes orientales néerlandaises
- Opérations de l'Axe dans les eaux australiennes
- Raids aériens japonais sur l'Australie (1942-43)
- Opération Ke
- Campagne des îles Salomon
- Campagne de Nouvelle-Guinée
- Campagne des Philippines
- Campagne de Bornéo (1945)

Asie du sud-est :
- Invasion de l'Indochine (1940)
- Océan Indien (1940-45)
- Guerre franco-thaïlandaise
- Invasion de la Thaïlande
- Campagne de Malaisie
- Hong Kong
- Singapour
- Campagne de Birmanie
- Opération Kita
- Indochine (1945)
- Détroit de Malacca
- Opération Jurist
- Opération Tiderace
- Opération Zipper
- Bombardements stratégiques (1944-45)

Guerre sino-japonaise
Front d'Europe de l’Ouest
Front d'Europe de l’Est
Bataille de l'Atlantique
Campagnes d'Afrique, du Moyen-Orient et de Méditerranée
Théâtre américain
La guerre franco-thaïlandaise (1940-1941) (thai : กรณีพิพาทอินโดจีน) a opposé la Thaïlande du général Plaek Phibunsongkhram, dit Phibun, et l'État français dans la péninsule indochinoise, dans le contexte de la Seconde Guerre mondiale. Elle précède de quelques mois le déclenchement de la guerre du Pacifique proprement dite.
Les négociations avec la France avant la guerre avaient prouvé que le gouvernement français était disposé à faire des modifications mineures dans les frontières entre la Thaïlande et l'Indochine française. Après la défaite de la France en 1940, le Major-Général Plaek Phibunsongkhram, Premier ministre de Thaïlande, décide que la situation donne aux Thaïlandais une chance encore meilleure de regagner les territoires perdus pendant le règne du Roi Chulalongkorn. Bien que cette guerre régionale tourne dans un premier temps à l'avantage de la Thaïlande, l'Indochine française, privée du soutien de la métropole, résiste pourtant à l'invasion et le Japon intervient pour mettre un terme au conflit. La France cède à la Thaïlande les provinces cambodgiennes de Battambang et Siem Reap, et laotiennes de Champassak et Sayaboury.
Le gouvernement thaïlandais, en échange de la médiation japonaise, promet aux Japonais de leur laisser le passage sur son territoire dans le cadre de l'attaque sur la Malaisie et pour la future campagne de Birmanie, prévues par l'Empire. Le 8 décembre 1941, la Thaïlande n'ayant toujours pas répondu aux demandes japonaises, le Japon décide de passer outre et, afin de pouvoir passer en Malaisie, envahit le territoire de la Thaïlande, contraignant celle-ci à s’allier au Japon. Après la capitulation du Japon et la fin de la Seconde Guerre mondiale, les territoires annexés par la Thaïlande lors de la guerre franco-thaïlandaise sont finalement restitués à la France en 1947.

## Contexte
La Thaïlande est un pays indépendant, non colonisé, soumis à des pressions des puissances étrangères, locales, mais aussi coloniales (britannique, française, américaine), au moins à partir de 1826.
Des tensions existent, menant à divers traités.
Le coup d'état de 1932 porte au pouvoir un militaire, partageant certaines idées de Mussolini, au moins en ce qui concerne la défense des intérêts des peuples thaïs.
Le 12 juin 1940, le gouvernement thaïlandais avait accepté de signer avec la France un pacte de non-agression mais après la déroute française de 1940, le Premier ministre thaïlandais Phibun entrevoit une chance pour la Thaïlande de récupérer les territoires abandonnés à la France durant le règne de Chulalongkorn (provinces de Melou Prei et de Tonlé Repou en 1904, et provinces de Battambang, de Sisophon et de Siem Reap en 1907 qui fut cédé en 1867 contre la reconnaissance du protectorat sur le royaume khmer ; ces provinces furent toutes rattachées au Cambodge), et de venger les humiliations subies lors de la guerre franco-siamoise de 1893 qui a rattachée le Laos à l'Indochine française ainsi que le traité sur la frontière de 1904,.
L’affaiblissement de la métropole rendait le maintien du contrôle français sur l’Indochine hasardeux et difficile. L’administration coloniale, privée d’aide et de renforts, avait été forcée à autoriser les Japonais à s’installer en Indochine française après la prise de Lạng Sơn (offensive des 22-25 septembre 1940). La faible résistance française face à cette invasion convainc le régime de Phibun qu’un affrontement militaire tournerait à son avantage.

## Les forces en présence

### Forces françaises

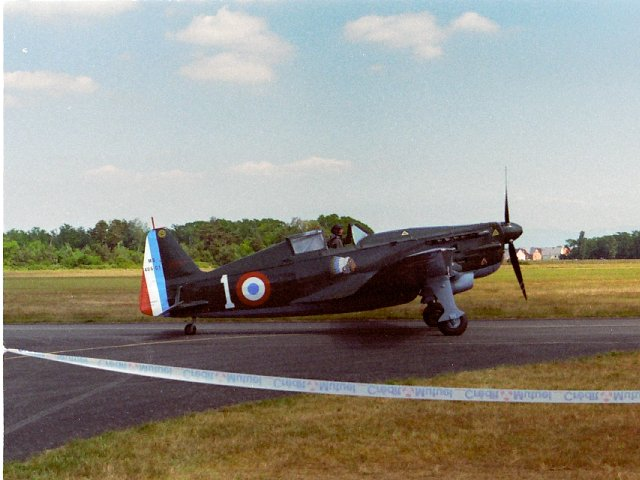
Modèle d'un Morane-Saulnier M.S.406.

Les forces françaises en Indochine sont alors composées d'une armée d'approximativement 60 000 hommes, dont 12 000 originaires de métropole (et servant dans les régiments dits de « souveraineté »), organisée en 41 bataillons d'infanterie, deux régiments d'artillerie, et d'un bataillon du génie. La faiblesse la plus évidente de l'armée française est son manque de chars, puisqu'elle peut aligner seulement 20 Renault FT contre 134 pour l'armée thaïlandaise.
La force aérienne vichyste en Indochine se compose d'une centaine d'avions, dont environ soixante pouvant être envoyés en première ligne : 30 Potez 25, quatre Farman 221, six Potez 542, neuf Morane-Saulnier M.S.406 et huit Loire 130.

### Forces thaïlandaises

Plaek Phibunsongkhram inspectant des troupes durant la guerre.

L'armée royale thaïlandaise de l'époque est relativement bien équipée. Elle se compose d'environ soixante mille hommes, divisée en quatre armées, la plus importante étant l'armée de Burapha avec cinq divisions. Les formations indépendantes sous l'autorité directe du haut commandement d'armée comprennent deux bataillons motorisés de cavalerie, un bataillon d'artillerie, un bataillon des transmissions, un bataillon du génie et un régiment blindé. L'artillerie dispose d'un mélange de Krupp âgés, d'obusiers Bofors modernes et des mortiers  de campagne, tandis que soixante chenillettes Carden-Loyd et trente Vickers 6-Ton composent l'arme blindée.
L'aviation et la marine thaïlandaise ont bénéficié dans les années 1930 de l'attention du gouvernement thaïlandais. La Force aérienne royale thaïlandaise dispose d'environ 200 avions de combat et de 120 avions d'entraînement. L'embargo américain d'octobre 1940 a poussé Bangkok à se fournir davantage au Japon : durant l'hiver 1940, le pays a reçu ainsi 33 Nakajima Ki-27 et 9 bombardiers Mitsubishi Ki-21-I, ainsi qu'une trentaine de Mitsubishi Ki-30. Elle engage cependant plutôt des modèles plus anciens, notamment des Martin B-10.
La marine royale regroupe pour sa part une trentaine d'unités, dont deux garde-côtes cuirassés de construction japonaise, le Thonburi et le Sri Ayuthaya (armés de quatre canons de calibre 203 mm), neuf torpilleurs de construction italienne (pourvus de six tubes lance-torpilles de 533 mm) et quatre sous-marins côtiers (livrés en 1938 par le Japon). Elle comporte également une petite aviation anti-sous-marine, et deux bataillons de fusiliers-marins.

## Opérations

### Déclenchement
Après des manifestations nationalistes et anti-françaises à Bangkok, des escarmouches frontalières se succèdent le long du Mékong. L’aviation thaïlandaise, supérieure en nombre, bombarde de jour Vientiane, Sisophon, et Battambang en toute impunité.

### Opérations aériennes et terrestres
Les forces aériennes françaises tentent des raids en représailles, mais les dégâts causés à la Thaïlande sont bien moindres. L’amiral Jean Decoux, gouverneur général d’Indochine, reconnaît d’ailleurs que les aviateurs thaïlandais pilotent comme des hommes ayant plusieurs campagnes à leur actif[réf. nécessaire]. En décembre 1940, la Thaïlande occupe Pak Lay et la province de Champassak.
Début janvier 1941, les armées thaïlandaises de Burapha (armée de l'est) et d'Isan (nord-est) lancent une offensive sur le Laos et le Cambodge. La résistance française est immédiatement mise en place, mais de nombreuses unités sont surpassées par les forces thaïlandaises, mieux équipées. Les Thaïlandais occupent rapidement le Laos, alors qu’au Cambodge la résistance française est plus efficace.
Le 16 janvier, la France lance une large contre-offensive menée par le 5e régiment étranger d'infanterie sur les villages thaïlandais de Yang Dang Khum et de Phum Préav, où se déroulent les plus féroces combats de la guerre. La contre-attaque française est bloquée et s’achève par une retraite, mais les Thaïlandais ne peuvent poursuivre les forces françaises, leurs chars ayant été empêchés d'intervenir par un canon anti-char français.

### Bataille navale de Koh Chang
Alors que la situation à terre est critique pour la France, l’amiral Jean Decoux donne l'autorisation à l'amiral Terraux, commandant la marine en Indochine, d'exécuter une opération contre la marine thaïlandaise.
L'ordre est donné aux navires de guerre disponibles d’attaquer dans le golfe de Thaïlande. Une reconnaissance aérienne est effectuée le 16 janvier à Sattahip (pointe Est de la baie de Bangkok) et à Koh Chang.
Au matin du 17 janvier 1941, le « groupe occasionnel », flotte de circonstance formée du croiseur Lamotte-Picquet, des avisos coloniaux Dumont d'Urville, Amiral Charner et des avisos Marne et Tahure, placé sous le commandement du capitaine de vaisseau Régis Bérenger, commandant le croiseur Lamotte-Picquet, attaque les navires thaïlandais à Koh Chang.
Bien que la flotte thaïlandaise soit plus moderne et surclasse en nombre la marine française, celle-ci mène l'attaque avec audace et le combat s'achève par une victoire complète. À l'issue de la bataille qui dure presque deux heures, le bilan est lourd côté thaïlandais. Les torpilleurs Chonburi, Trat et Songkhla sont coulés. Le garde-côte cuirassé Thonburi chavire, en flammes. Son sister-ship, la Sri Ayuthaya, est lui aussi coulé. Une bonne partie de la flotte de guerre thaïlandaise est ainsi détruite.
Le bilan des pertes humaines diverge selon les sources. Selon la marine française, plus de 300 hommes sont morts du côté thaïlandais et il n'y a guère que 80 survivants.
C'est une victoire importante : la bataille de Koh Chang est la dernière bataille navale remportée par la France.
Cependant, le 24 janvier, la bataille aérienne finale a lieu lorsque l’aéroport français de Siem Reap, près d’Angkor, est atteint par un raid des bombardiers thaïlandais.

## Armistice et traité de paix

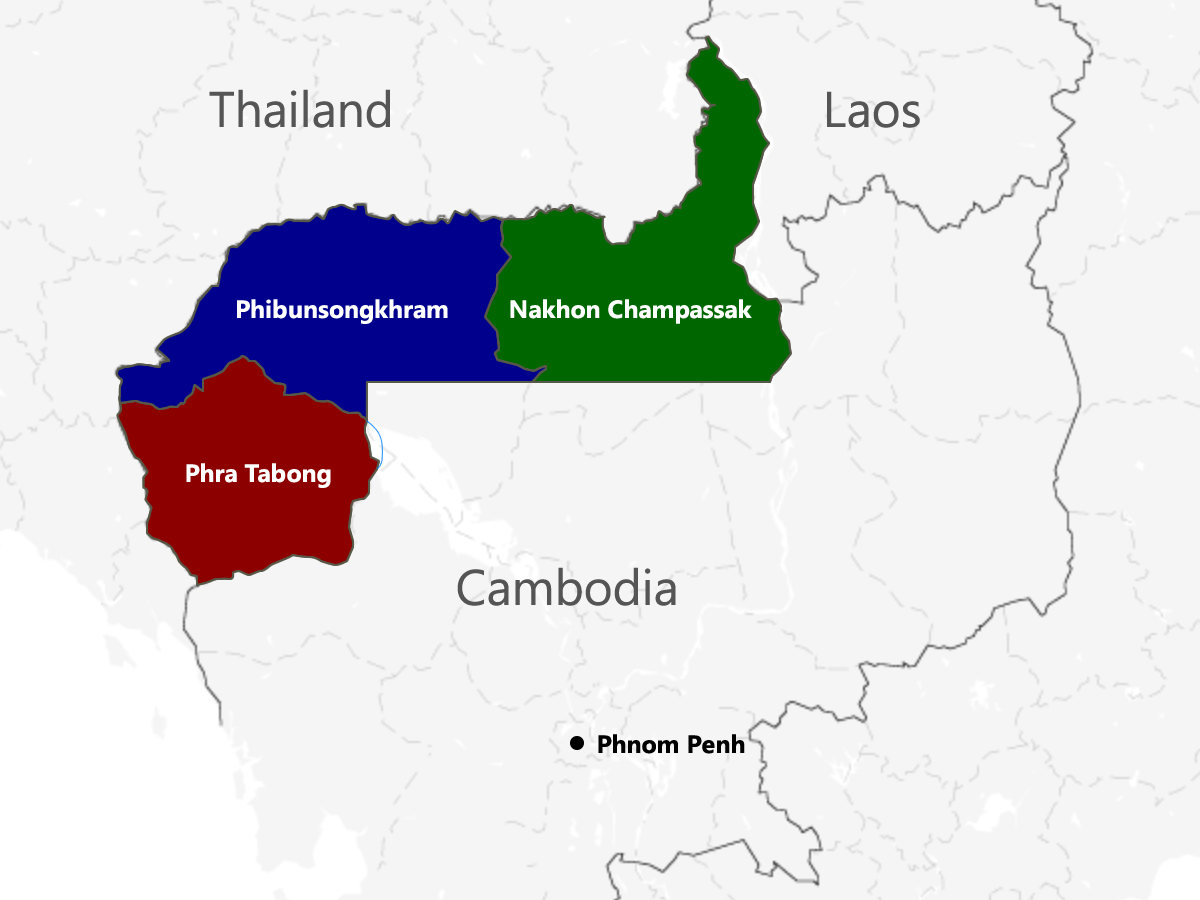
Les territoires cédés par la France : la province de Phra Tabong (en rouge), la province de Phibunsongkhram (en bleu), la province de Nakhon Champassak (en vert).

Le bilan de la guerre diverge selon les sources.
Le Japon, désireux de s'assurer la collaboration militaire de la Thaïlande, intervient rapidement en médiateur dans le conflit. Un ultimatum impose d'abord aux deux belligérants un armistice, proclamé le 28 janvier. Le 9 mai, la France, sous contrainte japonaise, signe un traité de paix, par lequel elle abandonne les provinces de Battambang et de Siem Reap, prises au Cambodge, de Champassak et de Sayaburi (prises au Laos qui cède ainsi les territoires sur la rive droite du Mékong) soit un territoire de plus de 97 600 km2 habité par 420 000 personnes. Ce traité est suivi d’un autre entre la France et le Laos le 21 août. Quatre provinces seront créées à la suite de cet armistice : la province de Phra Tabong, la province de Lan Chang, la province de Phibunsongkhram et la province de Nakhon Champassak.

## Conséquences et dénouement

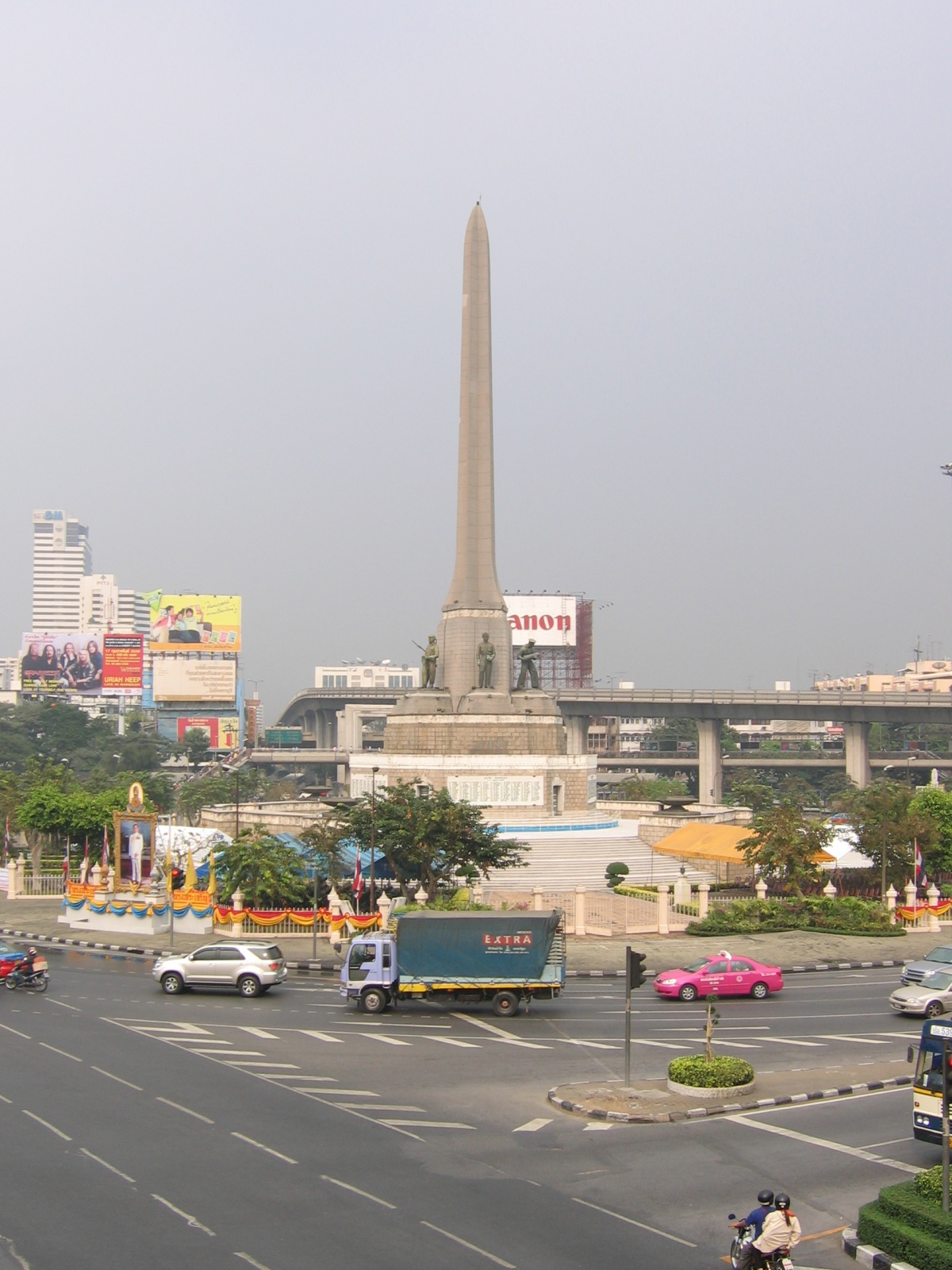
Le Monument de la Victoire à Bangkok, (Ratchathewi).

Cette annexion provoque, en juillet 1941, l’imposition par les États-Unis d'un embargo sur les livraisons de pétrole vers le Japon et la création, avec l'aide des services secrets anglo-saxons, du mouvement Seri Thai (les Thaïs libres), organisation clandestine anti-japonaise.
Le gouvernement thaïlandais promet oralement aux Japonais de leur laisser le passage sur son territoire dans le cadre de l'attaque sur la Malaisie prévue par l'Empire.
Le 8 décembre 1941, la Thaïlande n'ayant toujours pas répondu aux demandes japonaises, le Japon décide de passer outre et, afin de pouvoir passer en Malaisie, envahit le territoire de la Thaïlande. Cette invasion se conclut par la bataille de Prachuab Khirikhan (en) et un cessez-le-feu quelques heures plus tard, puis, la Thaïlande s’allie au Japon.
Après la capitulation du Japon et la fin de la Seconde Guerre mondiale, les territoires annexés par la Thaïlande ne sont restitués qu'en novembre 1947 à la France qui ne les conserve pas longtemps car les territoires d'Indochine obtiennent l'indépendance peu après. La faiblesse que la France a révélée est un des facteurs de cette décolonisation.

## Bilan des pertes
Certaines sources mentionnent environ 3 400 morts.
L'armée française eut un total de 321 tués, dont 15 officiers. Après le 28 janvier, elle comptait 178 disparus (6 officiers, 14 sous-officiers, et 158 hommes enrôlés). Les Thaïlandais capturèrent 222 hommes (17 Nord-Africains, 80 Français, et 125 Indochinois). En 1955, les 178 disparus furent reconnus comme décédés, ce qui porte le bilan à 499 morts militaires entre fin 1940 et début 1941.
L'armée thaïlandaise eut officiellement un total de 54 tués et 307 blessés mais ce bilan est très certainement sous-estimé. Selon le royaume de Siam, 41 marins et soldats de la marine thaïe furent tués, et 67 blessés. L'Armée de l'air thaïlandaise aurait perdu 13 hommes. 21 militaires thaïlandais furent capturés par les Français. À la bataille de Koh Chang, la marine thaïlandaise reconnut la mort de 36 hommes, dont 20 membres d'équipage du HTMS Thonburi, 14 du HTMS Songkhla, et 2 du HTMS Chonburi mais nous avons vu que les pertes de marins furent en fait beaucoup plus élevées compte tenu des cinq navires thaïlandais détruits, ce qui porterait pendant le conflit le bilan total de tués du côté thaïlandais à au moins 310.
Environ 30 % des avions français avaient été rendus inutilisables vers la fin de la guerre, une partie en raison de dommages mineurs, non réparés par la suite, occasionnés lors des raids aériens. L'Armée de l'air de Vichy admit la perte d'un Farman F221 et deux Morane-Saulnier MS.406 détruits au sol.
Au cours de sa première expérience de combat, l'Armée de l'air royale thaïlandaise prétendit avoir abattu cinq avions français en vol et dix-sept détruits au sol, pour la perte de trois de ses propres avions dans le ciel et de cinq à dix détruits dans des raids aériens français sur les terrains d'aviation thaïs.